# بامبو ایرویز
بامبو ایرویز (انگلیسی: Bamboo Airways) یا خطوط هوایی بامبو یک شرکت نوبنیاد خطوط هوایی ویتنامی است که توسط یک شرکت ساخت و ساز بنام گروه FLC راه‌اندازی شده‌است. این شرکت هواپیمایی با سرمایه از ۳۰٫۸ میلیون دلار آمریکا تأسیس شده‌است. مقر اصلی این شرکت هواپیمایی در کوی نون، فرودگاه فو کت است. عملیات بامبو ایرویز در اواخر سال ۲۰۱۸ یا اوایل سال ۲۰۱۹ آغاز خواهد شد. بامبو ایرویز برای مقاصد توسعه زیرساخت‌های گردشگری و همچنین سایر مسیرهای داخلی ثانویه که گروه FLC به شدت سرمایه‌گذاری کرده به ارائه خدمت می‌پردازد.